# 埤子頭 (臺南市白河區)
埤子頭，原寫為埤仔頭，是臺灣臺南市白河區的一個傳統地域名稱，位於該區中部略偏北。相較於今日行政區，其範圍大致包括昇安里不含西南部凸出部分的西半部、汴頭里不含東部及南部邊界地帶中央兩個地區、竹門里東南部及南部邊界地帶中段、崎內里西南部凸出部分的西半部及西部邊界地帶中央一小段、虎山里北部邊界地帶三個小段、庄內里東部凸出部分的東北部及北部邊界地帶西側一小段南北狹長地區、大竹里東部凸出部分的東半部、詔豐里東南部凸出部分的東大半部。
本地區境內主要聚落為埤仔頭、三間厝、下溪洲仔、內枋林（枋仔林）、五汴頭、林仔內，白河國中校園大部分位於本地區境內。

## 歷史
台灣日治初期，埤子頭地區為一街庄，稱為「埤仔頭庄」（舊制街庄），隸屬於下茄苳南堡。該庄昔日北與竹仔門庄為鄰，東與白水溪庄為鄰，南邊東至中段隔白水溪與糞箕湖庄為界，南邊西段為客庄內庄，西邊為大排竹庄、海豐厝庄。
1901年（日治明治三十四年）11月11日，全台廢縣廳改設二十廳，該庄隸屬於鹽水港廳。1904年（明治三十七年）4月1日，該庄編入「海豐厝區」，隸屬於鹽水港廳。1906年（明治三十九年）4月1日，鹽水港廳內管轄區域調整，該庄仍隸屬於「海豐厝區」。1909年（明治四十二年）10月25日，全台合併二十廳為十二廳，海豐厝區改隸屬於嘉義廳。1920年（大正九年）10月1日，全台地方制度大改正，廢十二廳改設五州二廳，該庄改制並雅化為「埤子頭」大字，隸屬於臺南州新營郡白河庄（新制街庄）。1943年10月，白河庄升格為白河街。
戰後白河街改制為白河鎮，隸屬於臺南縣，大字亦改制為里。1950年（民國39年）10月25日，雲、嘉、南分治，白河鎮仍隸屬於臺南縣。2010年（民國99年）12月25日，臺南縣、市合併為直轄臺南市，白河鎮改制為白河區。

## 聚落
本地區發展較早的聚落有埤仔頭、三間厝、下溪洲仔、頂溪洲仔（已消失）、內枋林（枋仔林）、五汴頭等，在日治期初期的官方地圖上已有記載。此外，本地區尚有林仔內聚落。

## 交通
國道3號又稱「福爾摩沙高速公路」，是貫穿臺灣西部的兩條縱向高速公路之一，經過本地區中西部，並在南部邊界外不遠處的市道172號交會口設有白河交流道，由此可快速前往國道3號沿線各地。
市道165號是後庄至官田的道路，經過本地區西部的三間厝聚落。由該道路北行可前往嘉義縣水上鄉東部、中埔鄉西部下六地區的後庄，並止於省道台18線路口；南行繞過白河市區西側可前往東山區、六甲區、官田區，並止於省道台1線路口。
區道南92線是竹圍子至溪洲的道路，其東側端點（終點）位於本地區南部下溪洲仔聚落，由此西北行會經過三間厝聚落。
區道南92-1線是三間厝－竹內的道路，其西南側端點（起點）位於本地區西南部三間厝聚落東北郊的區道南92線路口，由此東北行會經過埤仔頭聚落。
區道南93線是竹內至木屐寮的道路，經過本地區內枋林（枋仔林）聚落。
區道南94線是白河至林仔內的道路，其東側端點（終點）位於本地區東南部林仔內聚落南郊，由此向北轉西北再轉西南會經過林仔內、五汴頭、內枋林（枋仔林）等聚落。
區道南94-1線是五汴頭－芎蕉宅的道路，其西南側端點（起點）位於本地區五汴頭聚落東南郊的區道南94線路口（較接近林仔內聚落）。

## 學校
- 白河國中（大部分，西北側一小部分位於本地區西鄰大排竹地區境內）